# Pseudoligosita gutenbergi
Pseudoligosita gutenbergi är en stekelart som först beskrevs av Girault 1929.  Pseudoligosita gutenbergi ingår i släktet Pseudoligosita och familjen hårstrimsteklar. Inga underarter finns listade i Catalogue of Life.